# 撒丁大区委员会
撒丁大区委员会（義大利語：Consiglio Regionale della Sardegna）是意大利撒丁大区的立法机关，成立于1949年，设于卡利亚里。委员会实行一院制。有60名委员，由直接选举产生。每届委员会任期5年。现任主席是Michele Pais。